# Église Sainte-Cécile de Porte-Joie
L'église Sainte-Cécile de Porte-Joie est une ancienne église romane reconstruite au XVe siècle au lendemain de la guerre de Cent Ans, située à Porte-Joie (commune déléguée de la commune nouvelle de Porte-de-Seine), en Normandie.

## Historique

### Sous la Normandie ducale
Au XIIe siècle au moment de la construction de l'église Sainte-Cécile, du nom de la sainte patronne des musiciens, elle servait de carrefour de voie de communication importante entre le Vexin et la vallée du Vaudreuil.
La première église - vraisemblablement en bois - a été construite par le duc de Normandie Richard II et donnée à l'abbaye de Fécamp.

### De la Normandie capétienne à nos jours
L'église fut reconstruite au XVe siècle, cette fois en pierre - matériau plus résistant aux intempéries et aux incendies courants au Moyen Âge. Un cimetière attendant témoigne des richesses archéologiques de la Normandie médiévale en termes de rite funéraire. Des fouilles archéologiques ont retrouvé dans le cimetière des traces de l'hygiène bucco-dentaire au Moyen Âge.

## Architecture
Son architecture est celle d'une église romane remaniée en gothique flamboyant, elle est aujourd'hui à l'état de ruine. Le style est peu affirmé au niveau décoration.